# شركة نيوزيلندا
أُسّست شركة نيوزيلندا ذات الامتياز في المملكة المتحدة في النصف الأول من القرن التاسع عشر، يركّز نموذج عملها على الاستعمار المنهجي لنيوزيلندا. أُسّسَت الشركة لتنفيذ المبادئ التي ابتكرها إدوارد جيبون ويكفيلد، الذي تصوّر إنشاء جمعية إنجليزية نموذجية جديدة في نصف الكرة الجنوبي. بموجب نموذج ويكفيلد، ستجذب المستعمرة الرأسماليين الذين سيحصلون على إمدادات جاهزة من العمالة، من خلال العمال المهاجرون الذين لا يستطيعون في البداية أن يكونوا مالكي العقارات، ولكنهم يتوقّعون شراء أرض يومًا ما من مدخراتهم.
أنشأت شركة نيوزيلندا مستوطنات في ويلينغتون، ونيلسون، ووانغانوي، ودنيدن، وشاركت في استيطان نيو بلايموث، وكرايستشيرش. بدأت شركة نيوزيلندا الأصلية في عام 1825، لم تحقّق نجاحًا كبيرًا حينها، ثم برزت كشركة جديدة عندما اندمجت مع جمعية نيوزيلندا ويكفيلد في عام 1837، وتلقت امتياز ملكي في عام 1840، ووصلت إلى ذروة الكفاءة حوالي عام 1841، وواجهت مشاكل مالية من عام 1843، لم تتعافى منها أبدًا، أعادت ميثاقها في عام  1850، وصفّت جميع الأعمال المتبقية بتقرير نهائي في عام 1858.
ضم أعضاء مجلس إدارة الشركة الأرستقراطيين، وأعضاء البرلمان، وناشر بارز في مجلة، استخدموا علاقاتهم السياسية للضغط دون انقطاع على الحكومة البريطانية لتحقيق أهدافهم. انغمست الشركة في العديد من عمليات شراء الأراضي المشكوك فيها من الماوريين، وفي كثير من الحالات أعادت بيع أراضٍ لا تمتلكها، وشنت حملات إعلانية كبيرة ومتقنة وأحيانًا احتيالية. هاجمت بقوة أولئك الذين اعتبرتهم معارضيها - بشكل رئيسي وزارة المستعمرات البريطانية، وحكام نيوزيلندا المتعاقبين، و جمعية الكنيسة التبشيرية والمبشر البارز القس هنري ويليامز-وعارضت بشدة معاهدة وايتانغي، التي كانت عقبة أمام شركة تستولي على أكبر قدر ممكن من أراضي نيوزيلندا بأرخص الأسعار. وكثيرًا ما انتقدت وزارة المستعمرات وحكام نيوزيلندا الشركة بسبب «خداعها وأكاذيبها». انتقد المبشرون في نيوزيلندا الشركة، خشية أن تؤدي أنشطتها إلى «غزو وإبادة» شعوب الماوري.
نظرت الشركة إلى نفسها على أنها شي يشبه حكومة محتملة لنيوزيلندا واقترحت بين عامي 1845 و 1846تقسيم المستعمرة إلى قسمين، على طول الخط من موكو في الغرب إلى كيب كيدنابر في الشرق، مع تخصيص الشمال للماوريين والمبشّرين، بينما سيصبح الجنوب مقاطعة ذاتية الحكم، تعرف باسم «فيكتوريا الجديدة» وتديرها الشركة لهذا الغرض. رفض وزير المستعمرات البريطاني الاقتراح.
وصل 15,500 مستوطن فقط إلى نيوزيلندا كجزء من مخططات استعمار الشركة، وأصبحت ثلاثة من مستوطناتها -جنبًا إلى جنب مع أوكلاند- «المراكز الرئيسية» في الدولة لتوفّر الأساس لنظام حكومة المقاطعة الذي قُدَّم في عام 1853.

## حملة عام :1825

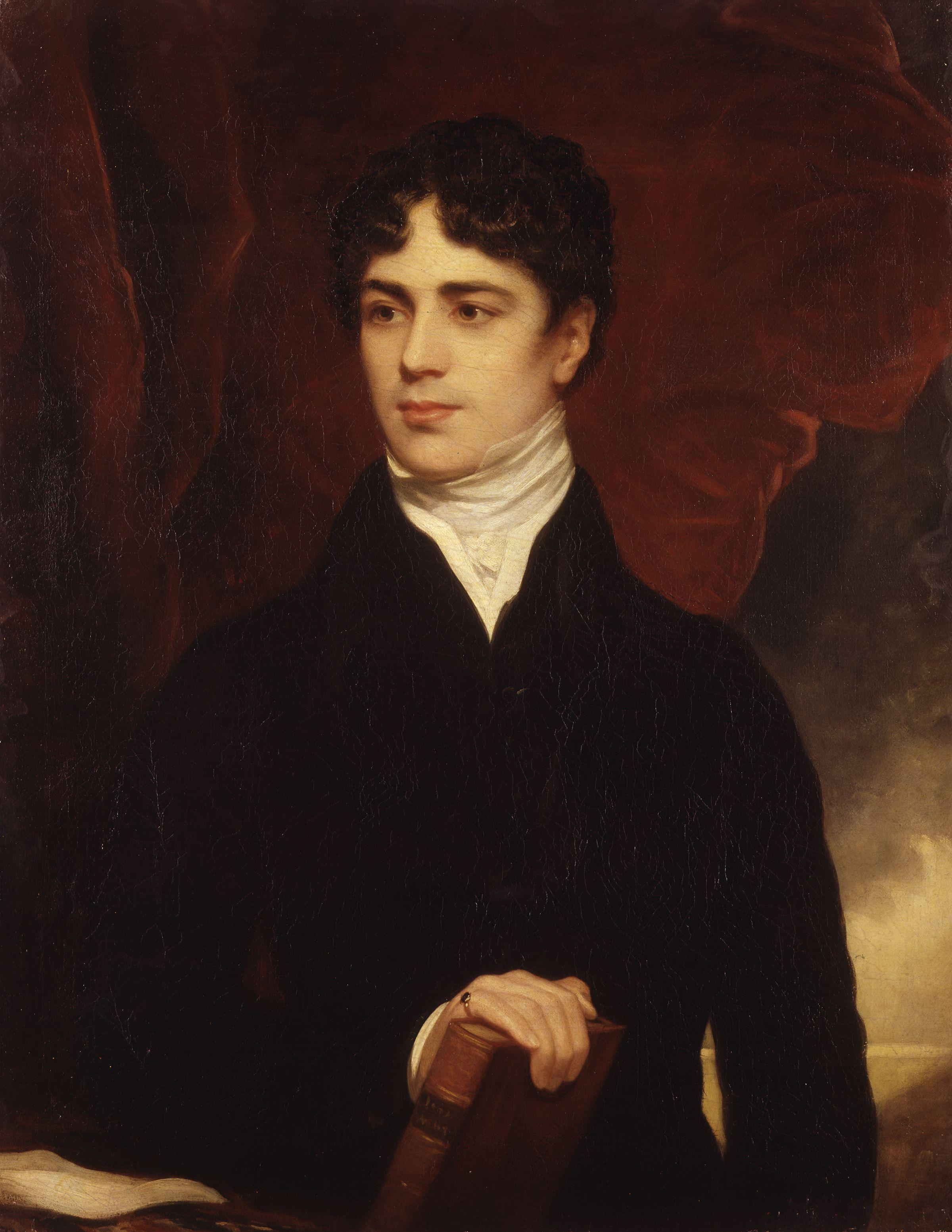
جون جورج لامبتون

كانت أقرب محاولة منظّمة لاستعمار نيوزيلندا في عام 1825، عندما أُسّست شركة نيوزيلندا في لندن، برئاسة الثري وعضو البرلمان جون جورج لامبتون. قدّمت الشركة التماسات دون جدوى إلى الحكومة البريطانية لاتّفاقية مدّتها  31عامًا من التجارة الحصرية بمساعدة قوة عسكرية، متوقّعين أن تحقّق أرباحًا كبيرة من الكتان النيوزيلندي، وخشب الأغاتس أو الكوري، وصيد الحيتان، وعجول البحر.
دون ردع من عدم وجود دعم حكومي لخطتها لإقامة مستوطنة تحميها قوة عسكرية صغيرة، أرسلت الشركة سفينتين إلى نيوزيلندا في العام التالي تحت قيادة الكابتن جيمس هيرد، الذي كُلِّف بمهمة استكشاف آفاق التجارة ومواقع الاستيطان المحتملة في نيوزيلندا. في 5 مارس 1826، وصلت السفن -لامبتون وروزانا- إلى جزيرة ستيوارت، التي استكشفها هيرد ثم رفضها كمستوطنة محتملة، ليبحر بعد ذلك شمالًا لتفقّد الأرض حول ميناء أوتاغو. لم يقتنع بالمنطقة كمكان مثالي، وأبحر بدلاً من ذلك إلى تي وانغانوي أ تارا (ميناء ويلينغتون الحالي)، الذي أطلق عليه هيرد ميناء لامبتون. استكشف هيرد المنطقة وحدّد الأرض في الجنوب الغربي من الميناء كأفضل مكان للتسوية الأوروبية، متجاهلاً وجود قرية كبيرة تمثّل موطنًا لأفراد قبيلة تيتي أوا. ثم أبحرت السفن حتى الساحل الشرقي لاستكشاف آفاق التجارة، وتوقّفت في شبه جزيرة كورومانديل وخليج الجزر. في يناير 1827، مسح هيرد أجزاء من الميناء في هوكيانغا، حيث تفاوض هو أو وكيل الشركة على متن السفينة على «شراء» مساحات من الأراضي من الماوريين في هوكيانغا ومانوكاو وبايروا. وكان ثمن الأرض خمس بندقيات، وثلاثة وخمسون باوند مسحوق، وأربع بطانيات زوجية، و300 قدّاح، وأربعة صناديق خرطوشة للبنادق. بعد عدة أسابيع، قرر هيرد ووكيل شركة نيوزيلندا أن تكلفة تصدير البضائع كانت مرتفعة للغاية إذ فقدت قيمتها اقتصادية، وأبحروا إلى سيدني، حيث باع هيرد الذخيرة والمعدات، ثم عاد إلى لندن. كلّف المشروع شركة نيوزيلندا 20,000 جنيه استرليني.

## نمو تأثير ويكفيلد
لفت فشل مشروع لامبتون اهتمام السياسي الطموح إدوارد جيبون ويكفيلد البالغ من العمر 30 عامًا، الذي كان يقضي ثلاث سنوات في السجن، لأنّه اختطف وريثة تبلغ من العمر 15 عامًا.  نشأ ويكفيلد في عائلة ذائعة الصيت بالعمل الخيري والإصلاح الاجتماعي، أظهر أيضًا اهتمامًا بمقترحات روبرت ويلموت-هورتون، وكيل وزارة الخارجية لشؤون الحرب والمستعمرات حول برامج هجرة بمساعدة الدولة تؤمّن المساعدة للفقراء البريطانيين على الهروب من الفقر بالانتقال إلى أي من المستعمرات البريطانية. في عام 1829، بدأ ويكفيلد بنشر كتيبات وكتابة مقالات صحفية أعيدت طباعتها لاحقًا في كتاب، للترويج لمفهوم الهجرة المنظمة إلى أستراليا من خلال مؤسسة تجارية ربحية.
تضمنت خطة ويكفيلد شركة تشتري أراضٍ من السكان الأصليين في أستراليا أو نيوزيلندا بسعر رخيص جدًا، ثم تبيعها للمضاربين و«المستوطنين المحترمين» مقابل مبلغ أعلى بكثير. سيوفر المهاجرون القوى العاملة لتلبية احتياجات أصحاب العمل اليومية، وسيكونون في نهاية المطاف قادرين على شراء أراضيهم، لكن أسعار الأراضي المرتفعة ومعدلات الأجور المنخفضة ستضمن عملهم لسنوات عديدة.
في مايو 1830، أُطلق سراح ويكفيلد من السجن وانضم إلى جمعية الاستعمار الوطنية، التي ضمّت لجنتها ويلموت هورتون وتسعة نواب وثلاثة رجال دين. نما تأثير ويكفيلد داخل الجمعية بسرعة، وبحلول نهاية العام أصبحت خططه لاستعمار أستراليا محط تركيز محاضرات وكتيبات الجمعية.
على الرغم من الخسارة البالغة 20,000 جنيه إسترليني التي تكبدها في مشروعه السابق، استمر لامبتون (المعروف باسم اللورد دورهام من ثلاثينيات القرن التاسع عشر) في البحث عن طرق للانخراط في مخططات الهجرة التجارية، وانضمّ إلى مساعديه النائبين الراديكاليين تشارلز بولر والسيد ويليام مولسورث. في عام  1831ومرة أخرى في عام 1833، دعم بولر ومولسورث ويكفيلد عندما تولى المكتب الاستعماري وضع خطط لإعادة إنشاء جمعية إنجليزية مثالية في مستعمرة جديدة في جنوب أستراليا، حيث ستباع الأراضي بسعر مرتفع بما يكفي لتمويل الهجرة. أصدرت حكومة ويغ في عام  1834قانونًا يسمح بإنشاء مقاطعة بريطانية جنوب أستراليا، لكن جرت التخطيطات والمبيعات الأولية للأراضي دون تدخل ويكفيلد بسبب مرض ابنته ووفاتها. عُرضت الأرض في بلدة أديلايد بسعر  1جنيه إسترليني للفدان الواحد على الخرائط التي تُظهر مواقع المدن والريف -على الرغم من أن المنطقة لم تكن أكثر من مجرد مناطق رملية- لكن المبيعات كانت سيئة. في مارس 1836، أبحر فريق مسح أراض إلى جنوب أستراليا وأعقبها أول المهاجرين بعد أربعة أشهر. ادّعى ويكفيلد بأنّ كل الفضل يعود إليه في إنشاء المستعمرة، لكنه أصيب بخيبة أمل من النتيجة، مدعًيا أن الأرض بيعت بثمن بخس.